# النظام بين البشر والآلة
نظام الإنسان والآلة هو النظام الذي يتم دمج فيه وظائف المشغل البشري (سواء كان فردا أو مجموعة من المشغلين) مع الآلة ككيان واحد يتفاعل مع البيئة الخارجية حسب مجموعة من البيانات والقواعد. يتكون النظام البشري من أدوات يدوية وأدوات مساعدة أحرى يقترن بها مشغل بشري يتحكم في العملية، تتراوح سعة النظام من شخص يحمل مطرقة إلى شخص معه قوة عظمى، بمعنى أخر هو النظام الذي يستخدم فيه المشغل البشري طاقته المادية كمصدر للطاقة.
تختلف هندسة أنظمة الماكينات البشرية عن باقي المجالات العامة والمعروفة مثل التفاعل بين الإنسان والحاسوب والهندسة الاجتماعية لأنها تركز على أنظمة تحكم معقدة وديناميكية غالباً ما تكون مؤتمتة جزئياً (مثل تحليق طائرة). كما تدرس أيضا حل المشكلات البشرية في البيئات الطبيعية أو في بيئات المحاكاة عالية الدقة.

## الكوريغرافيا بين الإنسان والآلة
لم يتم بعد استكشاف مساحة الكوريوغرافيا البشرية-الآلية على نطاق واسع. فلا يعرف أحد إلى أي مدى يمكن تشكيل جسم الآلة وكيف سيؤثر ذلك على الوظائف التي يمكن أن تقوم بها في بيئتها الطبيعية أو في الفضاء. تمثل الطريقة التي يتم بها نقل الحركة البشرية إلى الحركة الآلية ومن ثم يمكن محاكاتها وتوسيعها إلى أداء افتراضي على الويب ثورة في المنهج المفاهيمي والتطبيق الجمالي. على سبيل المثال، يؤدي دمج مشاهدات الكاميرا الافتراضية لنظام الأداء البشري للآلات إلى إثراء الكوريغرافيا وتكثيف النتيجة الفنية.

## آلة العضلات
يمكن تمثيل آلة العضلات بالآلة البشرية وهي عبارة عن ست أرجل روبوتية يتم التحكم فيها عن طريق حركة الساق واليد من قبل مشغل. الآلة من تصميم الفنان جيمس ستيلارك (المشهور بإنشاء أنظمة أخرى كهذه).

### آلية العمل
مثل حركات الأنسان تنقبض العضلات المطاطية للآلة عندما يتم نفخها وترتخي عندما تستنفذ طاقتها وبذلك فهي تمتلك تصميم هندسي أكثر موثوقية وقوة من باقي الآلات. توفر المشفرات الموجودة على مفاصل الورك البيانات التي ستسمح للمشغل البشري بتحريك الآلة وتوجيها وكذلك تغيير السرعة التي ستسلكها. يستطيع المشغل التحكم بالآلة كما يحلو له حيث يمكنه رفع أحد الأرجل الست سواء من اليمين أو اليسار ثم التبديل بينهما مع التأرجح وبذلك ترقص الآلة. يتوفر لدى نظام المشي في الآلة حساسات لتوفير البيانات وتوصيلها إلى المشفر.
استلهم ستيلارك فكرة حركة آلته من حركة الحشرات وخصوصا العنكبوت.

## في الثقافة الشعبية
ظهرت الأنظمة البشرية-الآلية في العديد من وسائل الإعلام بأشكالها المختلفة من برامج تناقش تطبيقاتها وتأثيرها إلى أفلام الخيال العلمي والسايبورغ مثل ذا تيرميناتور وروبوكوب التي تحاول أن تتوقع شكل الأنظمة البشرية مستقبلا.

## وصلات خارجية
- اللجنة الفنية لنظم الإنسان والآلة- الاتحاد الدولي للتحكم الآلي.
- مركز نظم الإنسان والآلة، الجامعة التقنية في برلين.
- نظام الإنسان والآلة